# Sweco

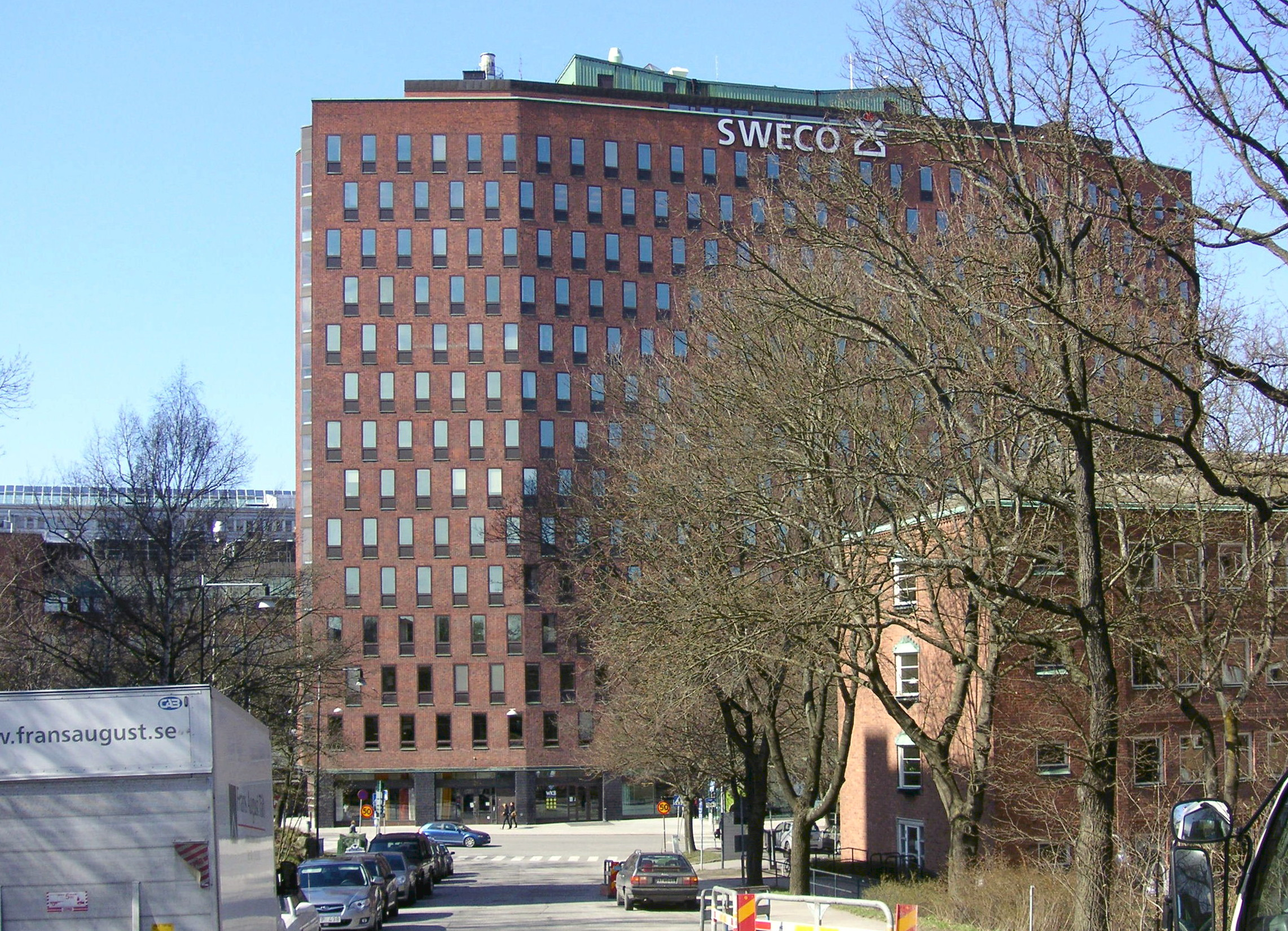
Sweco Hauptsitz Stockholm

Sweco ist ein international tätiger Architektur- und Ingenieur-Dienstleister. Der Hauptsitz des Unternehmens ist in Stockholm, Schweden.  
Im World Architecture 100 Ranking 2024 des britischen Magazins Building Design belegt Sweco den 4. Platz. Das Unternehmen ist im NASDAQ OMX Stockholm AB gelistet.

## Geschichte
Der Name Sweco entstand als Abkürzung von Swedish Consultants (Schwedische Berater). Die Firma entstand 1997, als die Firma VBB (Vattenbynnadsbyrån AB) von der Firma FFNS (Falck/Fogelvik/Nordström/Smas AB) aufgekauft wurde, und ein neuer Firmenname gewählt wurde. VBB entstand bereits 1902, als Johan Gustaf Richert in die Wasserkraftplanung einstieg; FFNS war 1958 gegründet worden. Sweco expandierte als Ingenieurdienstleister, indem strategisch kleinere Planungsbüros und Dienstleister aufgekauft und in die Muttergesellschaft integriert wurden. Das älteste dieser übernommenen Büros in Schweden ist die 1889 gegründete Theorell Installationskonsult AB, aus welchem Grund Sweco von einer über 130-jährigen Firmengeschichte spricht. 
Das Logo wurde 1997 entwickelt und basiert auf dem Zeichen für Vermessungspunkt.
Von 1998 bis 2024 hat Sweco über 160 Firmenübernahmen getätigt.
Im Juni 2015 wurde bekannt, dass Sweco ein Übernahmeangebot für alle Aktien des niederländischen Grontmij-Konzerns abgab. Sweco und Grontmij fusionierten zu Europas führendem Architektur- und Ingenieurunternehmen.
Im Jahr 2024 beschäftigte der Konzern 22.000 Mitarbeiter, davon 7.100 in Schweden. Mit knapp über 30 % größter Anteilseigner der Firma ist die Investment AB Latour, welche dem Schweden Gustaf Douglas gehört.

## Sweco in Deutschland
Auf dem deutschen Markt ist die Sweco GmbH seit der Übernahme der deutschen Bestandteile von Grontmij 2015 tätig und hat damit die teils über 50-jährige Geschäftstradition mehrerer Vorgängergesellschaften (s. u.) übernommen. Die deutsche Zentrale ist in Frankfurt am Main ansässig. Sweco ist bundesweit an über 30 Standorten vertreten und beschäftigte 2024 in Deutschland ca. 1.800 Mitarbeiter.
2016 übernahm Sweco die Ludes Generalplaner GmbH in Berlin und die Jo. Franzke Generalplaner GmbH in Frankfurt am Main.
2018 haben sich die BML Ingenieurgesellschaft mbH und die Götzelmann + Partner GmbH der Sweco angeschlossen. Die beiden Unternehmen stärken die Bereiche Technische Gebäudeausrüstung sowie Abwasser. Im selben Jahr startete das Unternehmen eine internationale Kampagne namens Urban Insight, mit der aktuelle Herausforderungen der urbanen Entwicklung betrachtet werden.
Im Jahr 2019 hat Sweco die seit 1993 bestehende imp GmbH übernommen, die Leistungen in den Bereichen Geoinformationssysteme, Geo Information Value Management, Ingenieurvermessung, Trassierung, Genehmigungsmanagement und Rechtserwerb anbietet.

## Geschäftsfelder und Dienstleistungen
Sweco bietet technisch orientierte Planung und Dienstleistungen in folgenden Bereichen an:
- Abfallwirtschaft und Geotechnik
- Architektur
- Energie
- Flächenmanagement
- Hochbau
- Ingenieur- und Wasserbauwerke
- Landschaft und Ökologie
- Projektmanagement und -steuerung
- Regionalentwicklung
- Stadtplanung
- Verkehrsinfrastruktur
- Wasser- und Abwasserwirtschaft
- Geoinformationssysteme
- Ingenieurvermessung
- Trassierung und Projektierung

## Projekte (Auswahl)
- Frankfurt Airport Terminal 3: Objektplanung und Tragwerksplanung der Ingenieurbauwerke und Verkehrsanlagen[15]
- Axis, Europaviertel Frankfurt am Main: Ausschreibung und Objektüberwachung[16]
- Straßenbahnlinie 2 Ulm, Bauüberwachung[17]
- „Leitfaden Barrierefreie Wanderwege“, Tourismusnetzwerk Rheinland-Pfalz[18]
- Cottbuser Ostsee: Objekt- und Fachplanungsleistungen für Ingenieurbauwerke, Wasserbauwerke und Verkehrsanlagen[19]
- Pendler-Radroute (PRR) Bingen-Ingelheim-Mainz, Rheinland-Pfalz: Machbarkeitsstudie[20]
- Grand Central Frankfurt, Frankfurt am Main: Architektur- und Tragwerksplanung[21]
- Osthafenbrücke in Frankfurt am Main: Ausschreibung, Entwurfs-, Genehmigungs- und Ausführungsplanung[22]